# Strawberry
Strawberry är en av Nordens största hotellkedjor med fler än 220 hotell i Norden och Baltikum och över 14 000 anställda. Företaget har en årlig omsättning på över 11,5 miljarder norska kronor och ägs av Home Invest, som i sin tur är helägt av Petter Stordalen. Sedan 2006 är Torgeir Silseth vd för Strawberry (tidigare Nordic Choice Hotels).

## Tidigare namn
- Före 31 december 2010 Choice Hotels Scandinavia
- 1 januari 2011 – 21 maj 2023 Nordic Choice Hotels[1]

## Varumärken
Hotellen inom hotellkoncernen marknadsförs under de fem varumärkena Clarion Hotel, Home Hotel (tidigare Clarion Collection Hotel), Quality Hotel, Comfort Hotel samt Nordic Hotels & Resorts. 
- Clarion Hotels består av fullservicehotell placerade i Sveriges och Norges större städer samt vid flygplatser. Många av hotellen är konst- och designinriktade, såsom Clarion Hotel Post.

- Quality Hotel är en av Nordens största hotellkedjor med över 60 hotell i Sverige, Norge och Danmark och marknadsför restaurangerna TheSocial på t.ex. Hotel The Weaver och Hotel 11 i Göteborg.

- Comfort Hotel har cirka 30 hotell i Norge, Sverige, Danmark och Litauen. Hotellen ligger oftast centralt i städer och marknadsför sig som ett budgetalternativ, t.ex. Comfort Hotel City i Göteborg.

- Nordic Hotels & Resorts är samlingsnamnet för ett antal premiumhotell som av en eller annan orsak inte ansetts passa in i någon av de andra kedjorna. Det kan till exempel bero på att hotellet byggt upp ett starkt varumärke innan det förvärvats av Nordic Choice Hotels eller att hotellet har en specialinriktning som gör det svårt att placera inom någon av de övriga kedjorna.

Nordic Hotels & Resorts består av fler än 40 hotell, däribland Hotel C Stockholm (med ICEBAR Stockholm) och Nordic Light Hotel i Stockholm, Yasuragi Hasseludden i Nacka, Aronsborg i Bålsta, Hotell Avalon, Clarion Hotel Post, Hotel The Pier och Clarion Hotel Draken i Göteborg,  Stenungsbaden Yacht Club i Stenungsund, Farris Bad i Larvik, Copperhill Mountain Lodge i Åre, Selma Spa+ i Sunne och Villa Copenhagen.

## Historia

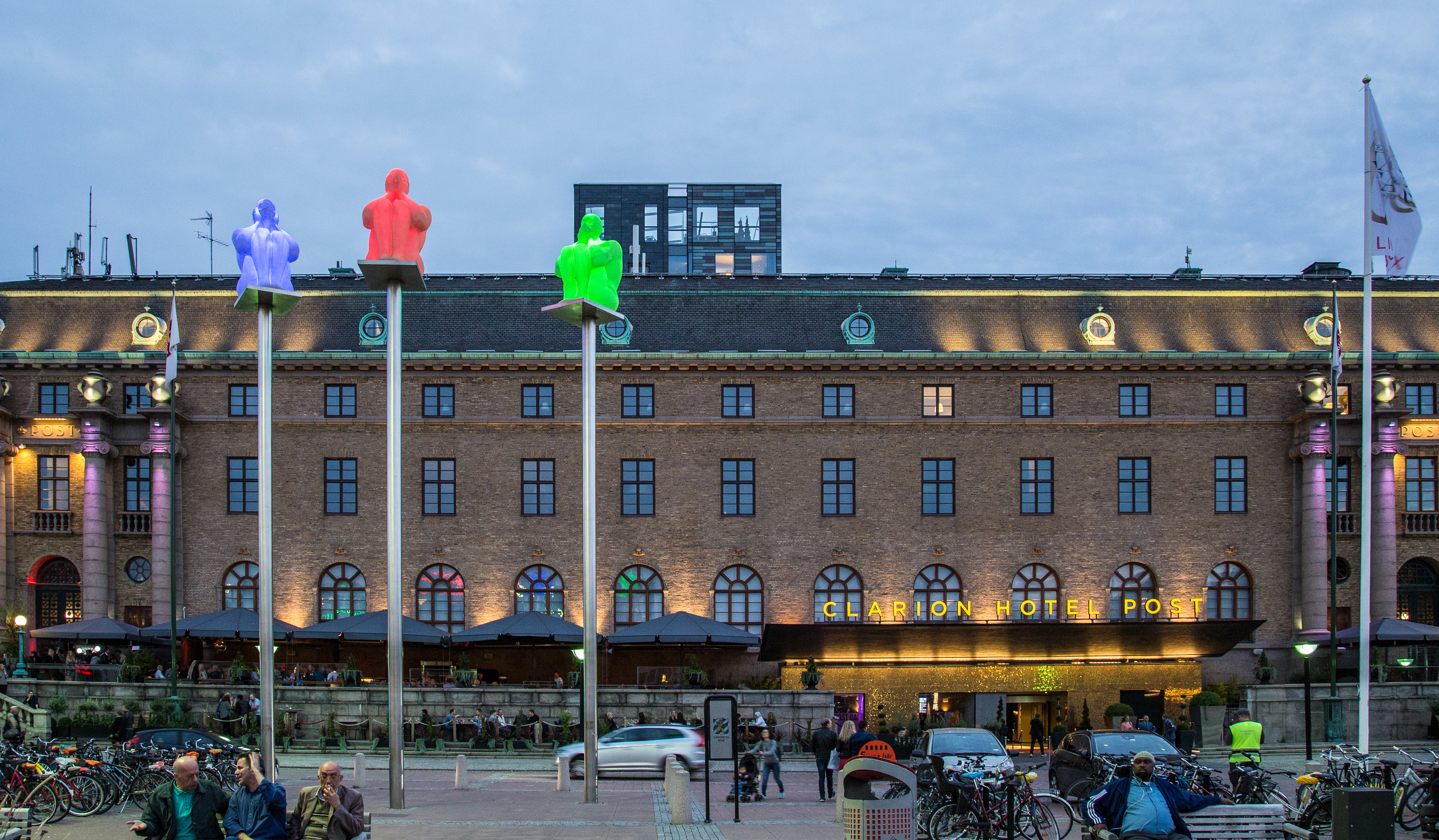
Clarion Hotel Post

Strawberry grundades i Norge 1990 under namnet Choice Hotels Scandinavia som ett drifts- och franchiseföretag inom hotellbranschen. År 1994 undertecknade man ett avtal med ett dotterbolag till Choice Hotels International och fick därmed rätt att marknadsföra sig under kedjenamnen Clarion, Comfort och Quality.
Hösten 1997 köpte Petter A. Stordalen och Christen Sveaas in sig i företaget Hotellpartner som ägde rättigheterna till Choice-konceptet. Sveaas och Stordalen övertog drygt 34 procent var i företaget och Stordalen blev styrelseordförande. Choice Hotels Scandinavia börsnoterades på Oslobörsen i maj 1997. I september 2000 övertog bolaget Home Invest hotellegendomarna från Choice Hotels Scandinavia. År 2001 köpte Stordalen upp 90 procent av aktierna i Home Invest och bolaget avnoterades från börsen. Fyra år senare avnoterades även Choice Hotels Scandinavia från börsen när Home Invest köpte 100 procent av aktierna. 2016 grundade koncernen techbolaget eBerry.

### Sverige och Danmark

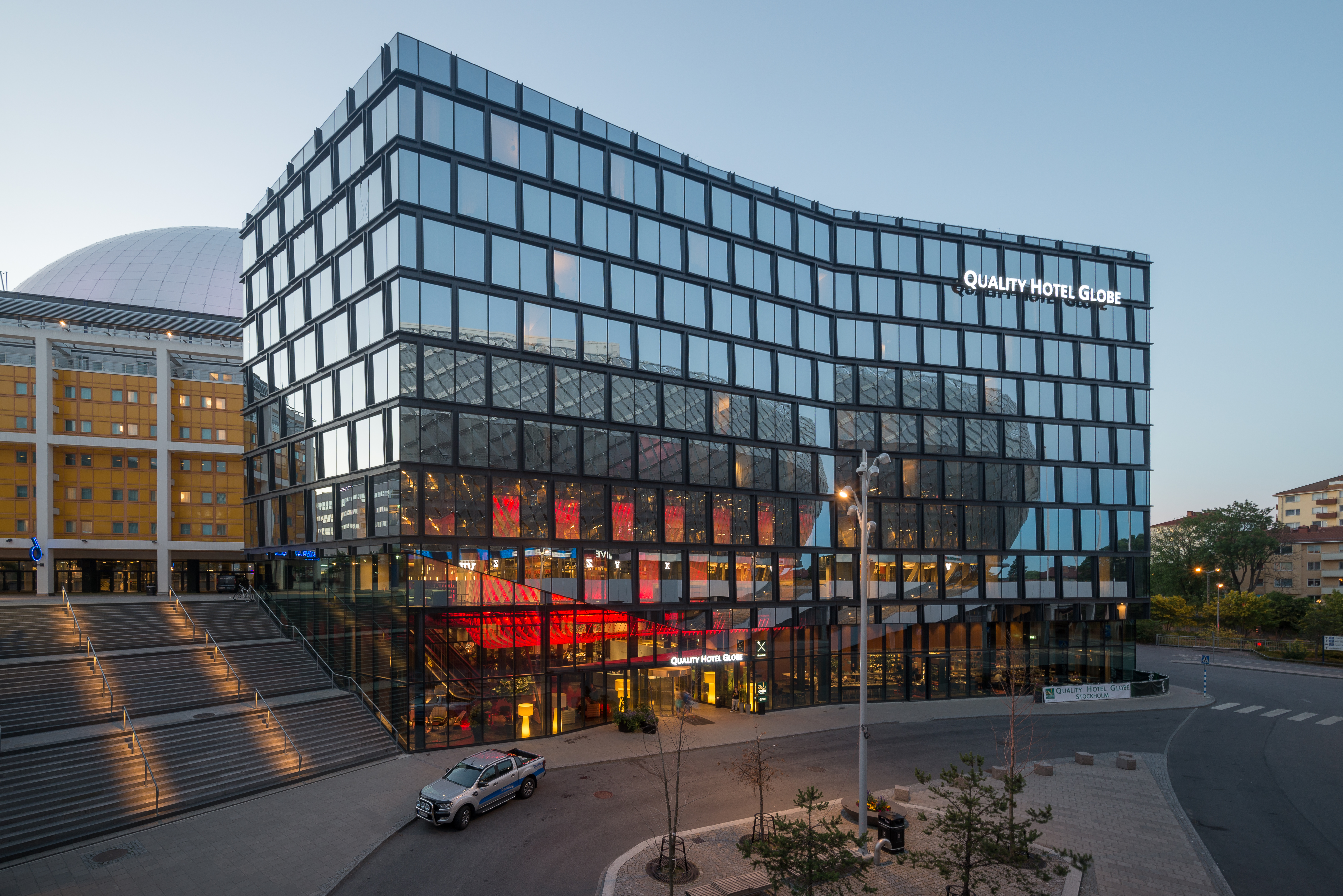
Quality Hotel Globe i Stockholm.

Hösten 1996 köpte företaget det svenska hotellföretaget Home som ägde nio hotell och etablerade sig därmed i Sverige. Två år senare, hösten 1998, köpte Choice Hotels Scandinavia sitt första danska hotell i Köpenhamn och sommaren 2000 köpte man ytterligare sju hotell i Danmark. Under 2003 köpte man in sig i det svenska fastighetsbolaget Capona, året efter sålde Home Invest alla sina tillgångar till Capona i utbyte mot aktier och blev därmed ägare till 66 procent av företaget, som samtidigt bytte namn till Home Properties. 
I juni 2009 köpte Choice Hotels Scandinavia hotellen Nordic Sea Hotel (numera Hotel C Stockholm) och Nordic Light Hotel i Stockholm, och därigenom också varumärket Nordic Hotels. 

### Baltikum
I maj 2010 tillkännagavs att Nordic Choice Hotels expanderar till Baltikum med etableringen av företaget SIA Choice Hotels Baltics. Målet var att till en början öppna nio hotell.

### Finland
Strawberry har också expanderat till Finland, först genom öppningen av Clarion Hotel Helsinki och Clarion Hotel Helsinki Airport hösten 2016 och 2019 genom köpet av Kämp Collection Hotels som då blev en del av Nordic Hotels & Resorts.